# 德意志民族區

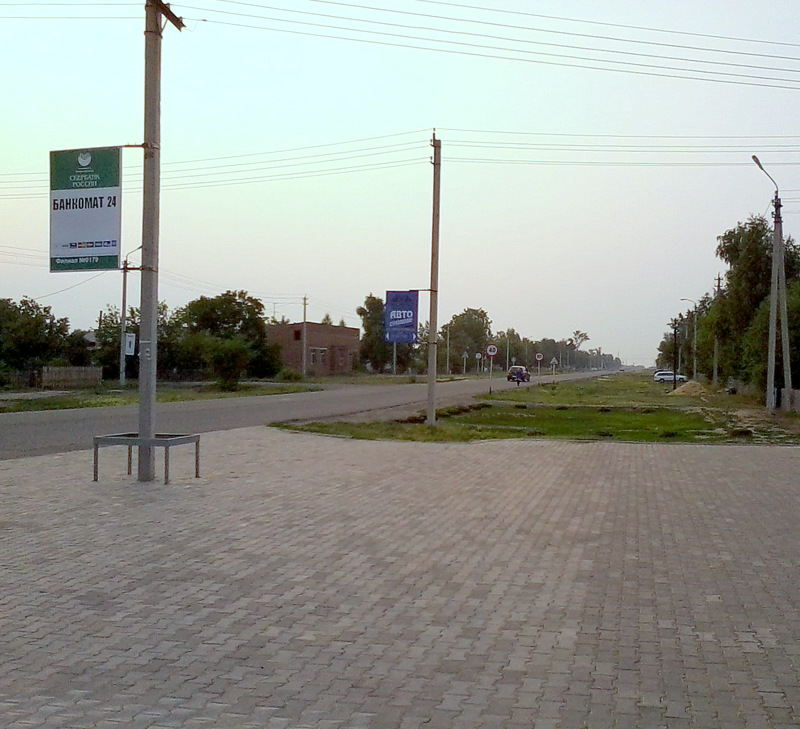

53°13′30″N 78°59′00″E / 53.22500°N 78.98333°E
德意志民族區（俄语：Немецкий национальный район），是俄羅斯的一個區，位於該國南部，由阿爾泰邊疆區負責管轄，始建於1927年7月4日，面積1,450平方公里，2010年人口17,668，主要為德意志人，人口密度每平方公里12.18人。